# Maisons des travailleurs à Belgrade
Les maisons des travailleurs (en serbe cyrillique : Комплекс радничких станова ; en serbe latin : Kompleks radničkih stanova) sont situéés à Belgrade, la capitale de la Serbie, dans la municipalité urbaine de Stari grad. Construites entre 1909 et 1924, elles sont inscrites sur la liste des biens culturels de la Ville de Belgrade.

## Présentation
Les maisons des travailleurs forment un complexe situé 30-32 Gundulićev venac, 13 rue Venizelosova, 3-5 rue Herceg Stjepana et 14-16 rue Senjanina Ive. La première de ces maisons a été construite en 1909 d'après des plans de l'architecte Jelisaveta Načić. Le projet, dans son ensemble, a été lancé par les autorités de Belgrade qui cherchaient des solutions fonctionnelles et à bas prix au problème de logement des ouvriers dans la ville, au moment d'un important développement économique de la cité au début du XXe siècle.
À l'origine, le complexe était constitué de trois bâtiments, deux plus modestes à l'ange des rues Komnen Barjaktara et  Herceg Stjepana et un édifice plus long situé rue Radnička (aujourd'hui Đure Đakovića) ; l'ensemble reste très simple, avec quelques décorations de façade inspirées de l'Art nouveau avec quelques moulures au-dessus et au-dessous des fenêtres. La simplicité des façades est animée par des moulures discrètes.
En 1924, le complexe a été augmenté de plusieurs nouveaux bâtiments construits par l'ingénieur municipal Balgač, en face des rues Herceg Stjepana, Senjanin Ive et Komnen Barjaktara, l'ensemble formant un bloc. Tous ces bâtiments ont d'abord été conçus comme fonctionnels et bon marché, indépendamment d'une quelconque valeur architecturale.
L'ensemble urbanistique possède une grande valeur dans la mesure où il reste le plus ancien complexe de cette sorte subsistant à Belgrade. Il est aussi l'œuvre de la première femme serbe architecte, Jelisaveta Načić.